# Ажовский сельсовет
Ажо́вский сельсове́т — упразднённая административно-территориальная единица, входившая в состав Дмитровского уезда Орловской губернии, а затем — Михайловского (ныне Железногорского) района Центрально-Чернозёмной области.
Административным центром было село Ажово.

## История
Образован в первые годы советской власти. По состоянию на 1926 год входил в состав Долбенкинской волости Дмитровского уезда Орловской губернии. С 1928 года в составе новообразованного Михайловского района. Упразднён в 1-й половине 1930-х годов путём присоединения к Разветьевскому сельсовету.

## Населённые пункты
По состоянию на 1926 год в состав сельсовета входило 11 населённых пунктов:
| №  | Населённый пункт | Тип населённого пункта |
| -- | ---------------- | ---------------------- |
| 1  | Ажово            | село, адм. центр       |
| 2  | Антоновец        | посёлок                |
| 3  | Большой Остров   | посёлок                |
| 4  | Дмитродаровка    | деревня                |
| 5  | Лобки            | посёлок                |
| 6  | Лозовка          | хутор                  |
| 7  | Марковец         | посёлок                |
| 8  | Панютино         | посёлок                |
| 9  | Смородинец       | посёлок                |
| 10 | Старый Двор      | посёлок                |
| 11 | Щека             | посёлок                |